# Pedro de la Rosa
Pedro Martínez de la Rosa (Barcelona, 1971. február 24. –) spanyol autóversenyző.
107 nagydíjon vett részt, először 1999. március 7-én. Azon nagyon kevés pilóta közé tartozik, aki élete első futamán már pontot szerzett. Összesen 6 bajnoki pontot szerzett a régi pontozási rendszerben, majd az új számítási rend szerint további huszonkilencet.

## Pályafutása

### Karrierjének kezdete
Sok pályatársától eltérően de la Rosa pályafutását európai rádióirányítású autóversenyben kezdte. 1983 és 1987 között kétszer lett ennek a sorozatnak a bajnoka. Ezt követően elkezdett kartingozni, amiben 1988-ban kezdett el versenyezni. 1989-ben a Spanyol Formula Fiat Uno csapatához csatlakozott, akikkel 1989-ben megszerezte a bajnoki címet.

### A Formula–1 előtt
1990-ben de la Rosa a spanyol Formula Ford 1600 sorozathoz csatlakozott, ahol ebben az évben bajnok lett. Szintén részt vett a Brit Formula Renault versenybe is, ahol hat futam alatt két alkalommal léphetett dobogóra. 1991-ben a spanyol Formula Renault szériában három dobogós helyezéssel negyedik helyen zárta a viadalt. 1992-ben mind az európai, mind a brit Formula Renault sorozatnak is ő lett a bajnoka. Bár a következő két évben nem ért el nagy eredményt, 1995-ben a japán Formula–3 sorozatot megnyerte, s a makaói nagydíjon harmadik helyen ért célba. 1996-ban Pedro mind a Formula Nippon F3000, mind az All Japan GT Bajnokságban a nyolcadik helyen végzett. Később mindkét futamot megnyerte.

### A Formula–1-ben

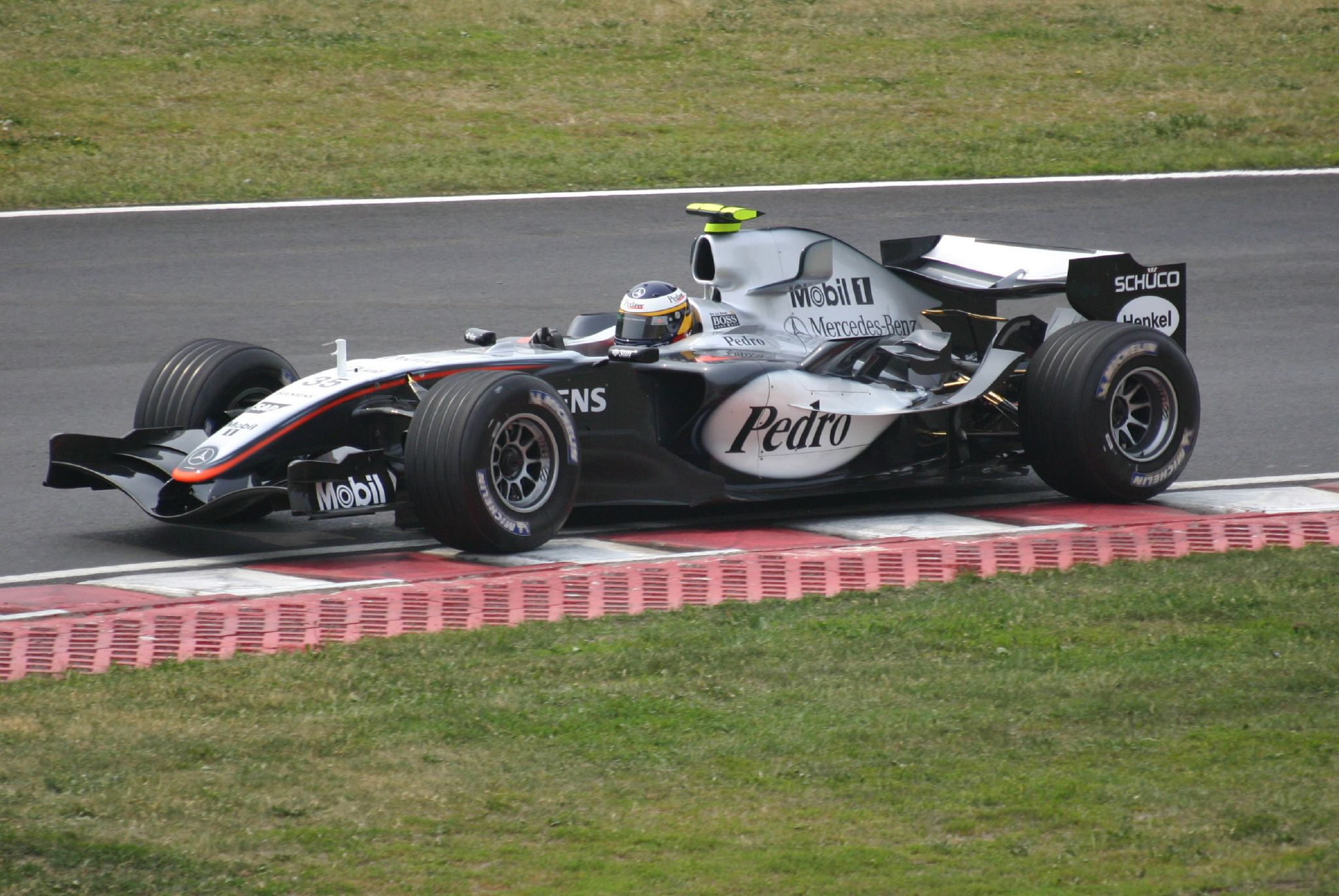
De la Rosa harmadik pilótaként a 2005-ös kanadai nagydíjon

1998-ban csatlakozott de la Rosa az utazó cirkuszhoz, ahol a Jordan csapat tesztpilótája volt. 1999-ben az Arrowshoz szerződött, ahol első futamán megszerezte ebben a sorozatban az első pontját. 2000-ben javított teljesítményén, s mind a hockenheimi pályán, mind a Nürburgringen pontot szerzett. A 2001-es év elején a Prost csapat tesztpilótája lett, innen azonban – Alain Prost által nehezményezve – hamarosan továbbállt a Jaguarhoz. Kétéves szerződése értelmében egy év tesztpilótáskodás után lépett volna elő versenyzővé. Luciano Burti azonban négy verseny után távozott, így de la Rosa már a spanyol nagydíjon rajthoz állhatott. Versenyzőként sok problémája volt csapattársával, Eddie Irvine-nal. 2001-ben szerzett 3 pontot, de a következő idényben nem ért el pontot érő helyet. Emiatt 2003-ban a visszavonuló Irvine-nal együtt elbocsátották.
A McLaren tesztpilótája lett, majd 2005-ben Juan Pablo Montoya vállsérülése miatt ő vezette a csapat egyik kocsiját a bahreini nagydíjon. Egyetlen leggyorsabb körét ezen a versenyen teljesítette.
2006. július 11-én-én bejelentették, hogy de la Rosa veheti át a megüresedett autót, ami Montoya amerikai NASCAR-ba történő távozása miatt maradt vezető nélkül. A 2006-os magyar nagydíjon Jenson Button után másodikként ért célba; életében először állhatott dobogóra. Az elején még kérdéses volt, hogy a szezon végéig marad-e, de néhány sikeres versenyzést követően kétség sem fért hozzá.

### Visszavonulása után
Hosszú találgatásokat követően kiderült, hogy Fernando Alonso mellett Lewis Hamiltoné lesz a másik autó.
2005-ben, mikor nem kellett versenyeznie, a spanyol Telecinco szakkommentátora volt. 2007-től a McLaren tesztpilótája.

### Visszatérés a Sauberrel
2010-ben a Sauber versenyzőjeként tért vissza, a McLaren tesztpilótai állását hagyta maga mögött a versenyzés kedvéért. Csapattársa Kobajasi Kamui lett.
Bahreinben hidraulikai problémák miatt kiesett, de a következő nagydíjon (Ausztrál GP) már a 12. helyen végzett. Ezután négy futamon nem tudott célba érni, mivel különböző problémák hátráltatták. Törökországban a jó eredménynek számító 11. helyen végzett, és épp hogy lecsúszott a pontszerzésről, míg Kanadában ismét feladni kényszerült a futamot motorhiba okán. Az európai nagydíjon 12. lett. 
Ezután a Brit és a német nagydíjon is korán búcsúzott, ismét kiesett.  A Formula–1 magyar nagydíjon remekelt, és nagyszerű teljesítményével a 7. helyen látta meg a kockás zászlót, 6 pontot szerezve. A nyári szünetet követően a Belgiumban a 12. lett, két héttel később az olasz nagydíjon a 14. helyen végzett. Pár nappal a futam után a BMW Sauber-Ferrari bejelentette, hogy Nick Heidfeldet ülteti be a szingapúri nagydíjtól a szezon végéig.

### Ismét tesztpilótaként
2011 márciusában bejelentették, hogy visszatér tesztpilótának a McLarenhez. Egy versenyen mégis rajthoz állhatott, mivel a Sauber versenyzője, Sergio Pérez a monacói balesete után még nem jött teljesen rendbe, a kanadai nagydíjon de la Rosa helyettesítette (a felkérés a pénteki szabadedzések után annyira váratlanul jött, hogy de la Rosa először még McLaren overallban ült autóba).

### Visszatérés a HRT-vel
2011.11.21-én bejelentették, hogy 2012-ben ismét versenyezhet a Formula–1-ben. de la Rosa kétéves megállapodást írt alá a Hispania Racing alakulatával, de 2013-ban már nem tudott rajthoz állni, mivel a HRT 2012 végén anyagi okok miatt kiszállt a sorozatból.

### Teljes Formula–1-es eredménysorozata
(Táblázat értelmezése)

(Félkövér: pole-pozícióból indult; dőlt: leggyorsabb kört futott) 

| Év   | Csapat  | 1      | 2      | 3      | 4      | 5      | 6      | 7      | 8      | 9      | 10     | 11     | 12     | 13     | 14     | 15     | 16     | 17     | 18     | 19     | 20     | Helyezés | Pont |
| ---- | ------- | ------ | ------ | ------ | ------ | ------ | ------ | ------ | ------ | ------ | ------ | ------ | ------ | ------ | ------ | ------ | ------ | ------ | ------ | ------ | ------ | -------- | ---- |
| 1999 | Arrows  | AUS 6  | BRA Ki | SMR Ki | MON Ki | ESP 11 | CAN Ki | FRA 11 | GBR Ki | AUT Ki | GER Ki | HUN 15 | BEL Ki | ITA Ki | EUR Ki | MAL Ki | JPN 13 |        |        |        |        | 18.      | 1    |
| 2000 | Arrows  | AUS Ki | BRA 8  | SMR Ki | GBR Ki | ESP Ki | EUR 6  | MON Ni | CAN Ki | FRA Ki | AUT Ki | GER 6  | HUN 16 | BEL 16 | ITA Ki | USA Ki | JPN 12 | MAL Ki |        |        |        | 16.      | 2    |
| 2001 | Jaguar  | AUS    | MAL    | BRA    | SMR    | ESP Ki | AUT Ki | MON Ki | CAN 6  | EUR 8  | FRA 14 | GBR 12 | GER Ki | HUN 11 | BEL Ki | ITA 5  | USA 12 | JPN Ki |        |        |        | 16.      | 3    |
| 2002 | Jaguar  | AUS 8  | MAL 10 | BRA 8  | SMR Ki | ESP Ki | AUT Ki | MON 10 | CAN Ki | EUR 10 | GBR 11 | FRA 9  | GER Ki | HUN 13 | BEL Ki | ITA Ki | USA Ki | JPN Ki |        |        |        | 21.      | 0    |
| 2005 | McLaren | AUS Tp | MAL Tp | BHR 5  | SMR Tp | ESP Tp | MON    | EUR    | CAN Tp | USA Tp | FRA Tp | GBR Tp | GER    | HUN    | TUR Tp | ITA Tp | BEL    | BRA    | JPN Tp | CHN Tp |        | 20.      | 4    |
| 2006 | McLaren | BHR    | MAL    | AUS    | SMR    | EUR    | ESP    | MON    | GBR    | CAN    | USA    | FRA 7  | GER Ki | HUN 2  | TUR 5  | ITA Ki | CHN 5  | JPN 11 | BRA 8  |        |        | 11.      | 19   |
| 2010 | Sauber  | BHR Ki | AUS 12 | MAL Ni | CHN Ki | ESP Ki | MON Ki | TUR 11 | CAN Ki | EUR 12 | GBR Ki | GER 14 | HUN 7  | BEL 11 | ITA 14 | SIN    | JPN    | KOR    | BRA    | UAE    |        | 17.      | 6    |
| 2011 | Sauber  | AUS    | MAL    | CHN    | TUR    | ESP    | MON    | CAN 12 | EUR    | GBR    | GER    | HUN    | BEL    | ITA    | SIN    | JPN    | KOR    | IND    | UAE    | BRA    |        | 20.      | 0    |
| 2012 | HRT     | AUS NK | MAL 21 | CHN 21 | BHR 20 | ESP 19 | MON Ki | CAN Ki | EUR 17 | GBR 20 | GER 21 | HUN 22 | BEL 18 | ITA 18 | SIN 17 | JPN 18 | KOR Ki | IND Ki | UAE 17 | USA 21 | BRA 17 | 25.      | 0    |